# 석관고등학교
석관고등학교(石串高等學校)는 대한민국 서울특별시 성북구 석관동에 있는 공립 고등학교이다.

## 학교 연혁
- 1982년 11월 30일 : 석관고등학교 학교 설립 인가(36학급)
- 1983년 3월 2일 : 제1대 오배근 교장 취임, 개교
- 1983년 3월 3일 : 제1회 입학식(10학급 여학생 614명)
- 1983년 4월 13일 : 개교기념식 거행
- 1983년 9월 29일 : 서관 10개 교실 및 가사실습실 준공
- 1984년 12월 31일 : 후관 18개 교실 준공
- 1989년 12월 13일 : 체육관 겸 강당 준공
- 2006년 3월 2일 : 독서교육 정책 연구학교 지정(교육부)
- 2021년 9월 1일 : 제14대 임유원 교장 취임
- 2022년 1월 7일 : 제37회 졸업식(9학급 남･여 242명)
- 2022년 2월 21일 : 고교학점제 정책 연구학교 지정(2022~2024) (교육부)
- 2022년 3월 2일 : 제40회 입학식(9학급 남･여 228명)

## 참고 자료
- 석관고등학교 - 한국교육학술정보원 학교알리미